# Ranieri Caetani
Ranieri Gaetani o de Gaetano (Pisa, tra il 1130 e il 1140 – Pisa, 1207) è stato un diplomatico e politico italiano del XII secolo, console della Repubblica di Pisa nel 1164 e riconfermato nel 1172 e nel 1192.

## Biografia
Figlio di Gerardo di Ugo, noto anche con il soprannome di Gaetano (da cui il patronimico di Ranieri e dei suoi fratelli, e il cognome dei discendenti), e di una certa Druda, di cui si ignora la famiglia, nacque a Pisa fra il 1130 e il 1140. Gerardo e i figli, fra cui Ranieri, sono dunque alcuni fra i capostipiti della famiglia pisana dei Gaetani o Caetani, o Cajetani, una famiglia probabilmente originaria di Gaeta.
Ranieri ebbe quattro fratelli: Cercone, Pellegrino, Marzucco, console nel 1153, e Galgano, canonico della cattedrale pisana fra il 1171 e il 1195.
La maggior parte delle sue attestazioni sono offerte dalla cronaca di Bernardo Maragone, suo collega ed amico, importante cronista pisano. Il primo testo in cui Ranieri Gaetani viene citato è in un atto del 1160, quando i consoli di Pisa ordinarono agli abitanti di Vicopisano di sottomettersi alla loro autorità, Ranieri fece parte di una commissione incaricata di far pronunciare alle autorità del luogo i relativi giuramenti. Nel 1161 presso Casciana Terme, fu testimone alla sentenza di due consoli pisani su una controversia fra l'abate di Santa Maria di Morrona e i consoli del luogo.
Nel 1162, Ranieri Gaetani fu mandato a Torino come membro di un'ambasciata pisana, inviata a Federico Barbarossa per discutere riguardo alla guerra navale condotta fra il giugno e il luglio contro i genovesi, dovendola giustificare all'autorità imperiale. Ranieri rimase accanto al Barbarossa anche al termine dell'incarico, accompagnandolo da Torino a Saint-Jean-de-Losne, dove l'imperatore s'incontrò con il re di Francia Luigi VII, con l'obiettivo di convincerlo a riconoscere l'antipapa Vittore IV come papa legittimo al posto di Alessandro III. Lo scopo non fu conseguito, ma sia re che imperatore si intrattennero e dimostrarono amicizia con gli ambasciatori pisani.
Nel 1164 fu eletto per la prima volta console. A capo di un'ulteriore commissione di ambasciatori presso l'imperatore, invitò l'imperatore a visitare Pisa, ma Federico non si presentò di persona, inviando invece un arcivescovo, che, giunto in città, convocò poco tempo dopo a San Genesio (presso l'attuale cittadina di San Miniato) una dieta. Ranieri vi rappresentò il Comune di Pisa. Il cancelliere imperiale gli assegnò un funzionario, che venisse accompagnato in ispezione attraverso il contado per stabilire l'effettivo dominio del Comune di Pisa sui luoghi attribuiti dal diploma federiciano del 1162. La missione fu compiuta da Ranieri e da un altro console assieme a due giuristi, uno dei quali era lo stesso Bernardo Maragone, che lasciò un'entusiastica descrizione dell'episodio nella sua cronaca.
La cronaca maragoniana del 1167 parla nuovamente di Ranieri:  Federico Barbarossa, durante l'attacco estivo portato alla città di Roma, si trovò in difficoltà a guadare il Tevere, data la resistenza dei romani. L'imperatore chiese l'intervento di Pisa, che inviò a Roma otto galee al comando di due consoli, assistiti da Ranieri e da suo fratello Marzucco. L'aiuto si rivelò efficace e le otto galee rientrarono a Pisa. Federico era padrone di Roma, dove si fece incoronare imperatore per la seconda volta dall'antipapa Pasquale, ma dovette subito dopo ritirarsi in Germania a causa di un'epidemia, trasformando la vittoria in sconfitta.
Dopo il fallimento della spedizione imperiale del 1167 il nome di Ranieri Gaetani, comprensibilmente, resta a lungo assente nella cronaca. Si ritirò presumibilmente per un lungo periodo dalla vita pubblica, finché non comparve a fare da testimone nel 1174 ad un atto del visdomino dell'arcivescovato e come membro di una commissione che, nel 1178, a Savona, firmò a nome del Comune di Pisa un trattato d'amicizia con il Comune d'Albenga.
Un documento genovese del febbraio 1188, contenente un elenco dei cittadini che giurarono di restare fedeli alla tregua fra Genova e Pisa stabilita da papa Clemente III, testimonia il ritorno di Ranieri alla politica. Insieme con un giudice, fu inviato nel 1191 presso l'imperatore bizantino Isacco II Angelo, il quale, nel 1192, concesse ai due ambasciatori una crisobolla, nella quale erano riportati per intero le nuove elargizioni accordate nonché i precedenti diritti e privilegi. Subito dopo il suo rientro dal lungo viaggio fu elevato al terzo mandato consolare, che fu di durata insolitamente lunga (coi suoi otto colleghi, sono attestati in ufficio ancora il 2 febbraio 1194).
Subito dopo, un  "Rainerius de Gaitano" fu eletto podestà di Firenze nel 1195: la sua identità con il Ranieri in questione non è tuttavia assolutamente certa.
Al termine dell'incarico tornò a Pisa: nel 1198 lo troviamo fra i senatori. Questa è l'ultima attestazione di Ranieri, riportato come defunto in un atto del 4 gennaio 1207. Morì dunque fra i 66 e 77 anni di età.